# Viggo Brun
Viggo Brun (1885. október 13. – 1978. augusztus 15.) norvég matematikus.

## Élete
A norvégiai Lierben született egy tüzérségi százados fiaként. A tíz testvére közül ő volt a legfiatalabb. Szüleit fiatalon elvesztette, nővérei vezették a háztartást, és vigyáztak a kisebb testvéreikre.
1903-ban vették fel az oslói egyetemre, ahol matematikát és természettudományokat hallgatott. Diplomaszerzés után egy hónapot töltött Göttingenben ösztöndíjasként, majd otthon kapott kutatói ösztöndíjakat. Sorkatonai szolgálatot is teljesített hazájában.
1921-ben az oslói egyetemen kapott tanársegédi állást az alkalmazott matematika tanszéken. Két évvel később a trondheimi műszaki főiskola professzora lett. Majd 1946 és 1955 ismét az oslói egyetemen tanított.
93 évesen az Oslo melletti Drøbakban halt meg.

## Eredményei
Bevezette a Brun-szitát. Ennek segítségével belátta: az ikerprímek száma x-ig legfeljebb {\displaystyle c{\frac {x}{\log ^{2}x}}} alkalmas c állandóval, és így reciprokösszegük konvergens. A reciprokösszeget Brun-konstansnak, vagy ikerprím-konstansnak nevezzük.